# Huvudman
Huvudman är förvaltningsrättslig term för den statliga myndighet, kommunala förvaltning, eller annan likartad organisation som har ansvaret för viss verksamhet.

## Civilrätt
I civilrättslig mening är huvudman en term för fullmaktsgivare, klient eller uppdragsgivare, exempelvis en person som har god man, står under förvaltarskap eller som har anlitat ett juridiskt ombud i vilket rättsligt ärende som helst.

## Förvaltningsrätt
Inom förvaltningsrätt är huvudman en term på den som bär det huvudsakliga ansvaret för en verksamhet eller en institution. Som exempel kan nämnas kommunala skolor där kommunerna är huvudmän. Den exakta innebörden kan dock variera. Ofta utgår statsbidrag om annan än staten är huvudman, då utövar också en statlig myndighet tillsyn.

## Genealogi
Begreppet kan också avse den främste representanten för en släkt. I adliga ätter avses stamfadern (den som adlades från början), och därefter äldste sonen i rakast existerande led. Det är huvudmannen som företräder släkten vid adelsmöte på Riddarhuset. Även i vissa icke adliga släkter används benämningen på samma sätt, även om det där helt saknar rättslig betydelse. 
I länder, där monarkin är avskaffad, men där förutvarande kungaätt ännu har levande medlemmar, avses den främste representanten för ätten – vanligen den person som skulle ha varit monark ifall monarkin fortfarande hade varit det gällande statsskicket.